# Lista de episódios de 90210
O seguinte é uma lista de episódios de 90210 - um spin-off da lista de séries CW da série Beverly Hills, 90210, e a quarta série na comunidade de Beverly Hills, 90210. A série estreou nos E.U.A. no The CW e no Global do Canadá a 2 de Setembro de 2008. Disponível em Jobby em mercados selecionados, através de filiais locais que transmitem digitalmente. 90210 está disponível na iTunes Store dos Estados Unidos em qualidade HD e SD para a compra.

## Resumo da série
| Temporada | Temporada | Episódios | Episódios | Originalmente exibido  | Originalmente exibido |
| Temporada | Temporada | Episódios | Episódios | Estreia da temporada   | Final da temporada    |
| --------- | --------- | --------- | --------- | ---------------------- | --------------------- |
|           | 1         | 24        | 24        | 2 de setembro de 2008  | 19 de maio de 2009    |
|           | 2         | 22        | 22        | 8 de setembro de 2009  | 18 de maio de 2010    |
|           | 3         | 22        | 22        | 13 de setembro de 2010 | 16 de maio de 2011    |
|           | 4         | 24        | 24        | 13 de setembro de 2011 | 15 de maio de 2012    |
|           | 5         | 22        | 22        | 8 de outubro de 2012   | 13 de maio de 2013    |

## Episódios

### 1ª temporada (2008-2009)
| N.º geral | N.º na temp. | Título                                 | Dirigido por       | Escrito por                                          | Exibição original       | Audiência (milhões) |
| --------- | ------------ | -------------------------------------- | ------------------ | ---------------------------------------------------- | ----------------------- | ------------------- |
| 1         | 1            | "We're Not in Kansas Anymore"          | Mark Piznarski     | Rob Thomas, Gabe Sachs e Jeff Judah                  | 2 de setembro de 2008   | 4.65                |
| 2         | 2            | "The Jet Set"                          | Wendey Stanzler    | Gabe Sachs e Jeff Judah                              | 2 de setembro de 2008   | 4.65                |
| 3         | 3            | "Lucky Strike"                         | Mark Piznarski     | Jill Gordon                                          | 9 de setembro de 2008   | 3.23                |
| 4         | 4            | "The Bubble"                           | Sarah Pia Anderson | Dailyn Rodriguez                                     | 16 de setembro de 2008  | 3.29                |
| 5         | 5            | "Wide Awake and Dreaming"              | Paul Lazarus       | Sean Reycraft                                        | 23 de setembro de 2008  | 2.94                |
| 6         | 6            | "Model Behavior"                       | J. Miller Tobin    | Jason Ning                                           | 30 de setembro de 2008  | 3.25                |
| 7         | 7            | "Hollywood Forever"                    | Norman Buckley     | Caprice Crane                                        | 7 de outubro de 2008    | 3.11                |
| 8         | 8            | "There's No Place Like Homecoming"     | Tony Wharmby       | Darlene Hunt                                         | 28 de outubro de 2008   | 3.15                |
| 9         | 9            | "Secrets and Lies"                     | Nick Marck         | Dailyn Rodriguez                                     | 4 de novembro de 2008   | 2.95                |
| 10        | 10           | "Games People Play"                    | Wendey Stanzler    | Kristin Long                                         | 11 de novembro de 2008  | 2.71                |
| 11        | 11           | "That Which We Destroy"                | Melanie Mayron     | Allison Schroeder e Caprice Crane                    | 18 de novembro de 2008  | 2.92                |
| 12        | 12           | "Hello, Goodbye, Amen"                 | Stuart Gillard     | Jennifer Cecil                                       | 6 de janeiro de 2009    | 2.80                |
| 13        | 13           | "Love Me or Leave Me"                  | Wendey Stanzlerp   | Paul Sciarrotta                                      | 13 de janeiro de 2009   | 2.18                |
| 14        | 14           | "By Acciden"                           | Michael Grossman   | Michael Sonnenschein                                 | 20 de janeiro de 2009   | 2.30                |
| 15        | 15           | "Help Me, Rhonda"                      | Liz Friedlander    | Jason Ning                                           | 3 de fevereiro de 2009  | 2.49                |
| 16        | 16           | "Of Heartbreaks and Hotels"            | J. Miller Tobin    | Sean Reycraft                                        | 10 de fevereiro de 2009 | 2.38                |
| 17        | 17           | "Life's a Drag"                        | Wendey Stanzler    | Caprice Crane                                        | 31 de março de 2009     | 2.03                |
| 18        | 18           | "Off the Rails"                        | Jason Priestley    | Steve Hanna                                          | 7 de abril de 2009      | 1.96                |
| 19        | 19           | "Okaeri, Donna!"                       | Stuart Gillard     | Jennie Snyder Urman e Rebecca Rand Kirshner Sinclair | 14 de abril de 2009     | 2.13                |
| 20        | 20           | "Between a Sign and a Hard Place"      | Rob Estes          | Jennie Snyder Urman e Rebecca Rand Kirshner Sinclair | 21 de abril de 2009     | 1.88                |
| 21        | 21           | "The Dionysian Debacle"                | Jamie Babbit       | Jennie Snyder Urman                                  | 28 de abril de 2009     | 1.79                |
| 22        | 22           | "The Party's Over"                     | Melanie Mayron     | Jennifer Cecil                                       | 5 de maio de 2009       | 1.84                |
| 23        | 23           | "Zero Tolerance"                       | Nick Marck         | Gayle Abrams e Jennie Snyder                         | 12 de maio de 2009      | 2.08                |
| 24        | 24           | "One Party Can Ruin Your Whole Summer" | Wendey Stanzler    | Rebecca Rand Kirshner Sinclair                       | 19 de maio de 2009      | 2.00                |

### 2ª temporada (2009-2010)
| № na série | № na temporada | Título                              | Dirigido por      | Escrito por                            | Audiência (em milhões) | Exibição Original      |
| --- | -------------- | ----------------------------------- | ----------------- | -------------------------------------- | ---------------------- | ---------------------- |
| 25 | 1              | "To New Beginnings!"                | Stuart Gillard    | Rebecca Sinclair                       | 2.56                   | 8 de Setembro de 2009  |
| 26 | 2              | "To Sext or Not to Sext"            | Tony Wharmby      | Jennie Snyder Urman                    | 2.31                   | 15 de Setembro de 2009 |
| 27 | 3              | "Sit Down, You're Rocking the Boat" | Janice Cooke      | Mark Driscoll                          | 2.00                   | 22 de Setembro de 2009 |
| 28 | 4              | "The Porn King"                     | James L. Conway   | Maria Maggenti & Jordan Budde          | 2.21                   | 29 de Setembro de 2009 |
| 29 | 5              | "Environmental Hazards"             | Jamie Babbit      | Padma L. Atluri & Jennie Snyder Urman  | 2.09                   | 6 de Outubro de 2009   |
| Naomi descobre que suas notas em cada teste não são altas o suficiente para ela ser aceita na UC. Devastada, Naomi elabora um plano para poder entrar na UC em que Richard - o filho da reitora do escritório de aceitações - está submetido a participar, mas logo percebe que ela preferiria estar estudando com Jamie, um estudante da UC. A namorada de Dixon, Sasha, suspeita sobre a idade dele e faz um pequeno trabalho de detetive para descobrir a verdade, deixando Dixon devastado. Navid e Adrianna fazem um encontro duplo com Teddy, mas os sentimentos crescentes de Adrianna por Teddy fazem a situação ficar embaraçosa. Silver acompanha Adrianna para uma reunião de AA e, surpreendentemente, esbarra em sua mãe, Jackie, que diz a Silver que ela gostaria de restabelecer as suas relações. Silver, irritada rejeita a mãe, mas seu mundo vira de cabeça para baixo quando Adrianna revela uma notícia chocante sobre Jackie. |                |                                     |                   |                                        |                        |                        |
| 30 | 6              | "Wild Alaskan Salmon"               | Liz Friedlander   | Mark Driscoll                          | 2.25                   | 13 de Outubro de 2009  |
| 31 | 7              | "Unmasked"                          | J. Miller Tobin   | Jennie Snyder Urman                    | 2.25                   | 20 de Outubro de 2009  |
| 32 | 8              | "Women's Intuition"                 | Stuart Gillard    | Rebecca Sinclair                       | 1.92                   | 3 de Novembro de 2009  |
| 33 | 9              | "A Trip to the Moon"                | Rick Rosenthal    | Paul Sciarotta & Jennie Snyder Urman   | 2.06                   | 10 de Novembro de 2009 |
| 34 | 10             | "To Thine Own Self Be True"         | Mike Listo        | Ben Dougan                             | 2.10                   | 17 de Novembro de 2009 |
| 35 | 11             | "And Away They Go!"                 | Harry Sinclair    | Rebecca Sinclair & Natalie Krinsky     | 2.15                   | 1 de Dezembro de 2009  |
| 36 | 12             | "Winter Wonderland"                 | David Warren      | Jennie Snyder Urman                    | 1.91                   | 8 de Dezembro de 2009  |
| 37 | 13             | "Rats and Heroes"                   | Stuart Gillard    | Mark Driscoll & Padma L. Atluri        | 1.70                   | 9 de Março de 2010     |
| 38 | 14             | "Girl Fight!"                       | Fred Gerber       | Rebecca Sinclair & Jennie Snyder Urman | 1.84                   | 16 de Março de 2010    |
| Naomi pede a ajuda de Ivy para reduzir o clima estranho com Liam e os três decidem ir em uma caminhada, algo que Naomi nunca fez. Naomi descobre os motivos anteriores de Ivy e confronta-a empurrando seu rosto na areia. Naomi, Silver e Adrianna decidem ir às compras no Palisades e esbarram em Annie e Jasper. Jasper chantageia Annie com uma prova fotográfica do seu atrpelamento-e-fuga, mas ela lhe dá um ultimato a Jasper que facilmente o confunde. A amizade entre Adrianna e Gia continua a se desenvolver quando as duas falam a verdade sobre o que sentem uma para a outra. Silver e Teddy brincam com a ideia de tentar fazer um relacionamento dar certo. Ryan conhece a mulhe de espírito livre, Laurel, em um bar, mas logo eles vão para o seu carro para que eles possam se conhecer ainda melhor. Uma visita surpresa aparece na porta dos Wilsons. |                |                                     |                   |                                        |                        |                        |
| 39 | 15             | "What's Past Is Prologue"           | Norman Buckley    | Daniel Arkin                           | 1.51                   | 23 de Março de 2010    |
| Gia incentiva Adrianna a fazer um teste para uma nova banda e admite que tem uma queda por Adrianna. A mãe biológica de Dixon, Dana aparece para uma visita surpresa e tenta desenvolver um relacionamento com seu filho. Silver e Teddy vão ao seu primeiro encontro oficial, mas Silver acha difícil lidar com o passado de playboy de Teddy e pede a Naomi ajuda para descobrir seus verdadeiros sentimentos por ele. Navid retorna da sua suspensão e descobre que Naomi deu início a fofocas usando o The Blaze News, fofocas essas que ele terminantemente se opôs a acreditar. Navid decide voltar para "a vida de namoro" pedindo um encontro a Lila, sendo ela a primeira desde o rompimento do namoro com Adrianna. Annie percebe que Jasper começou a segui-la em torno da cidade. Debbie fala para Kai, seu instrutor de ioga, sobre a chegada da mãe biológica de Dixon. |                |                                     |                   |                                        |                        |                        |
| 40 | 16             | "Clark Raving Mad"                  | Stuart Gillard    | Tod Himmel                             | 1.48                   | 30 de Março de 2010    |
| Naomi imediatamente arranja briga com o novo conselheiro do The Blaze News, o Sr. Cannon, e é repreendida na frente de seus colegas. Depois de não conseguir convencer Navid a seguir sua opinião, Naomi decide contar uma pequena mentira que logo se transforma numa grande bola de neve que fica fora de controle. Adrianna agora é o vocalista da Glorious Steinems e conta a Silver e Naomi seus recém descobertos em relação a Gia, e as duas saem em seu primeiro encontro oficial. Teddy decide testar Silver, tentando fazê-la ficar com ciúmes. Dixon e sua mãe biológica Dana continuam tentando estabelecer uma ligação. Liam pega seu padrasto com outra mulher e confronta e bate nele. Debbie e seu instrutor, Kai saem para tomar chá e conversar depois do yoga, mas Kai ultrapassa os limites. |                |                                     |                   |                                        |                        |                        |
| 41 | 17             | "Sweaty Palms and Weak Knees"       | Krishna Rao       | Ben Dougan                             | 1.33                   | 6 de Abril de 2010     |
| Annie lida com o resultado da decisão de Jasper, que salta do letreiro de Hollywood e começa a encontrar alguma paz com sua situação. Silver e Teddy decidem fazer um encontro duplo com Liam e Naomi, e isso faz com que Dixon e Ivy se sintam abandonados. Logo, os dois decidem forjar um namoro. Adrianna e sua banda se apresentam pela primeira vez no Beach Club e, com sua nova confiança, Adrianna decide assumir seu relacionamento com Gia publicamente. Liam incentiva Naomi a apresentar seu caso de assédio sexual, que faz com que ela continue com sua mentira. |                |                                     |                   |                                        |                        |                        |
| 42 | 18             | "Another, Another Chance"           | Millicent Shelton | Scott Weinger                          | 1.45                   | 13 de Abril de 2010    |
| A mentirinha de Naomi começou a espalhar-se pela escola, e ela é forçada a testemunhar perante a diretoria da escola. Annie finalmente é capaz de colocar o seu relacionamento com Jasper no passado, mas quando ela e Silver saem para dirigir ela inadvertidamente passa por onde ocorreu o atrpelamento-e-fuga, a culpa vem correndo de volta para assombrá-la. O falso namoro de Ivy e Dixon continua, mas faz com que ambos tomem decisões que nenhum dos dois tinham previsto. Adrianna e Navid partilham uma conversa amigável que não parece muito boa aos olhos de seus namoradas, Gia e Lila. Uma discussão entre Gia e Adrianna resulta em uma briga e Gia e sua ex-namorada "ficam" novamente. Liam recebe uma visita surpresa de seu pai, Finn, recém-libertado da prisão. Embora Ivy tenha alertado Ryan que sua mãe é problema, ele continua a namorar Laurel. |                |                                     |                   |                                        |                        |                        |
| 43 | 19             | "Multiple Choices"                  | Liz Friedlander   | Paul Sciarrotta                        | 1.54                   | 27 de Abril de 2010    |
| Como resultado de ter falsamente acusado o orientador de assédio sexual, Naomi é agora obrigada a cumprir serviços comunitários e pede publicamente desculpas a seus colegas para pelos problemas que ela causou. A turma está se preparando para o SAT, quando Silver não concorda com a decisão de Teddy de pular a faculdade e somente se concentrar em sua carreira no tênis e as coisas começam a se complicar ainda mais quando ela conhece seu pai que é uma estrela de cinema, Spence. Liam e seu pai, Finn, tentam reconstruir seu relacionamento. Navid e Dixon, comanda um jogo de poker underground na escola onde Mark e Dixon apostam um monte de dinheiro. Debbie revela a Harry que beijou outro homem, o que obriga os dois, finalmente, a discutir seus problemas recentes. Annie escuta a conversa dos pais e Liam é a pessoa em que ela se apóia. Apenas quando Naomi acha que sua vida está de volta nos trilhos, sua irmã Jen retorna a Beverly Hills. |                |                                     |                   |                                        |                        |                        |
| 44 | 20             | "Meet the Parent"                   | Stuart Gillard    | Jessica Chaffin                        | 1.43                   | 4 de Maio de 2010      |
| Naomi e Jen estão de volta causando estragos na vida dos outros e só quando Naomi acha que tem as rédias de sua vida, Jen esbofeteia-a de volta à realidade. Teddy convida uma Silver nervosa para conhecer seu pai, Spence, pela segunda vez e a reunião não acontece como planejada. Adrianna esforça-se para escrever uma nova canção para Laurel e acha em Navid apoio, forçando Navid a perceber que ainda tem sentimentos por ela. Adrianna grava um dueto com Javier Luna, um famoso cantor pop jovem, que rapidamente a ganha com o seu charme. Annie confronta Harry e Debbie sobre seus recentes problemas conjugais, resultando em uma conversa em família sobre o seu futuro. |                |                                     |                   |                                        |                        |                        |
| 45 | 21             | "Javianna"                          | James L. Conway   | Jennie Snyder Urman                    | 1.45                   | 11 de Maio de 2010     |
| O novo romance de Adrianna com o pop star, Javier, continua a florescer, enquanto Navid continua a trabalhar até ter coragem suficiente para lhe dizer como ele se sente. Jen assumiu o controle das finanças de Naomi e a coloca em um orçamento apertado, resultando em um colapso imediato de Naomi. Sem seus cartões de crédito, Naomi está distraído demais para perceber Liam que precisam de apoio para lidar com a partida de seu pai, então acha em Annie o conforto. Apesar da sugestão de Spence, Teddy se recusa a acabar seu relacionamento com Silver, e os dois decidem passar a noite juntos. Ivy convida Dixon para passar o verão na Austrália com ela e Laurel, mas a ideia não lhe cai bem para os seus pais. Os problemas de Harry e Debbie aumentam quando ela descobre que Harry tem escondido os problemas de jogo de Dixon. Enquanto isso, Jasper retorna para resolver as coisas com Annie. |                |                                     |                   |                                        |                        |                        |
| 46 | 22             | "Confessions"                       | Rebecca Sinclair  | Rebecca Sinclair                       | 1.61                   | 18 de Maio de 2010     |
| Annie e Liam testam as águas com seu novo barco, onde eles compartilham seus segredos mais sombrios. Mal sabem eles que alguém está por perto e decide partilhar uma chama explosiva de gasolina com o barco de Liam. Liam finalmente diz a Naomi que a relação deles não está funcionando, deixando-a mais sozinha do que nunca. Depois de um longo baile, Naomi pede ajuda a alguém, mas ele acaba se servindo dela. À Adrianna é oferecida uma oportunidade única na vida, mas ela está dividida sobre o rumo a tomar após Navid confessar seus verdadeiros sentimentos por ela. Teddy descobre que Spence tentou subornar Silver e toma para si a vingança, que será conflituosa. À Ryan é fornecido algumas novidades alucinantes sobre seu passado com Jen, quando um misterioso pacote chega à sua porta, fazendo com que ele tenha que escolhe entre caminho desastrosos. Os planos de ir para a Austrália para as férias de verão de Dixon e Ivy chega a uma encruzilhada quando ele confessa ter beijado Silver. Harry e Debbie enfrentam um grande obstáculo no seu casamento quando ela descobre a verdade que ele tem escondido a fim de proteger Dixon. |                |                                     |                   |                                        |                        |                        |

### 3ª temporada (2010-2011)
| № na série | № na temporada | Título                                | Dirigido por      | Escrito por                              | Audiência (em milhões) | Exibição Original       |
| --- | -------------- | ------------------------------------- | ----------------- | ---------------------------------------- | ---------------------- | ----------------------- |
| 47 | 1              | "Senior Year, Baby!"                  | Stuart Gillard    | Jennie Snyder Urman                      | 1.96                   | 13 de Setembro de 2010  |
| Na estréia da terceira temporada, Beverly Hills é abalada por um terremoto. Naomi passou o verão lidando com as conseqüências do estupro cometido pelo Sr. Cannon. Annie e Dixon estão lidando com a ausência de seu pai enquanto Debbie tenta manter a família unida. Teddy e Silver encontram-se mais felizes do que nunca, até que ele sofre uma lesão que pode acabar com sua carreira no tênis. Navid congratula-se com Adrianna de volta de sua turnê de verão com Javier, mas sua chegada traz uma morte inesperada. Ivy e Dixon retornam de suas férias de verão na Austrália, enquanto Annie e Liam descobre que a amizade deles pode ser melhor se terminada. |                |                                       |                   |                                          |                        |                         |
| 48 | 2              | "Age of Inheritance"                  | Liz Friedlander   | Padma L. Atluri                          | 1.83                   | 20 de Setembro de 2010  |
| Naomi descobre que ela já tem acessar ao dinheiro em seu fundo, assim ela decide dar uma festa de aniversário gigante, onde a banda The Honey Brothers tocam algumas músicas. Dixon, Navid e Liam decidem levar Oscar para uma saideira à noite na cidade, mas a festa termina quando Ivy encontra uma foto de Dixon no Facebook servindo bebidas em um sua barriga para uma menina. Annie tem uma conexão imediata com Charlie, um cara que ela encontra em um café, mas parece mais interessado em explorar oportunidades com seu relacionamento com Liam. Jen é forçada a ficar em repouso na cama até que ela entre em trabalho de parto e não tem escolha a não ser permitir Ryan em sua vida. Silver confronta Teddy sobre o seu problema de bebida. |                |                                       |                   |                                          |                        |                         |
| 49 | 3              | "2021 Vision"                         | Millicent Shelton | David Rosenthal                          | 1.96                   | 27 de Setembro de 2010  |
| Naomi tem flashbacks constantes de seu estupro e começa a tomar pílulas para dormir para dormir durante a noite. Sr. Cannon convida Silver para ir até seu apartamento para assistir seu novo documentário, e secretamente coloca algo em sua bebida. Entretanto, Teddy acorda de uma noite de bebedeira e percebe que ele dormiu com alguém. Dixon descobre que, apesar do que assumiu, Ivy é uma virgem. Annie confronta sua chefe, Katherine, sobre seu comportamento estranho e fica chocada quando ela lhe faz uma oferta que pode não ser capaz de recusar. Adrianna canta uma música nova roubada em um serviço memorial, mas logo ela lamenta a sua decisão de fazê-lo quando o vídeo vira uma febre na web. |                |                                       |                   |                                          |                        |                         |
| 50 | 4              | "The Bachelors"                       | David Warren      | David Rosenthal                          | 1.79                   | 4 de Outubro de 2010    |
| Silver planeja um evento de caridade sobre a conscientização do câncer de mama para homenagear sua mãe e pede a ajuda de Navid, Dixon, Liam e Teddy para aparecerem em um leilão de solteiros. Ian, um estudante de teatro do West Bev, é trazido para ajudar a coreografar um número de dança para o leilão, mas tudo fica paralisado quando Teddy dirige algumas palavras negativas em relação a ele. Annie e Adrianna descobrem a verdade sobre Naomi e o Sr. Cannon. Annie descobre os problemas financeiros de Debbie e decide pegar uma oferta para fazer algum dinheiro rápido. Ivy e Dixon decidem passar a noite juntos, mas Dixon freia suas ações quando Sasha retorna com algumas novidades que mudarão sua vida. |                |                                       |                   |                                          |                        |                         |
| 51 | 5              | "Catch Me If You Cannon"              | Jim Conway        | Terrence Coli                            | 1.81                   | 11 de Outubro de 2010   |
| Um bebê de Beverly Hills nasce! Silver, Naomi e Adrianna elaboram um plano para seduzir o Sr. Cannon e provar que ele estuprou Naomi, mas subestimam a capacidade dele para controlar a situação. Teddy e Ian são forçados a fazer o trabalho manual como um castigo para a luta. Dixon teme por sua vida e empurra Ivy para longe dele, levando-a diretamente para os braços de Oscar. Uma Jen grávida pretende contratar uma nova assistente e Debbie se candidata para o trabalho. |                |                                       |                   |                                          |                        |                         |
| 52 | 6              | "How Much Is That Liam In The Window" | Stuart Gillard    | David S. Rosenthal & Jennie Snyder Urman | 2.03                   | 25 de Outubro de 2010   |
| Os novos pais, Jen e Ryan, descobrem sobre o estupro de Naomi e Jen decide fazer justiça com suas próprias mãos. Ryan encoraja Naomi a falar sobre o estupro, apesar de seu próprio emprego estar em jogo. Victor organiza uma sessão de fotos para Adrianna e a instrui a fazer topless, enquanto Navid e Silver assistem chocados. Annie descobre que Charlie tem um lado escuro e perturbador, quando ela foge para observar uma leitura dramática de sua peça. Liam consegue um emprego trabalhando sem camisa na frente de uma janela e na área de vendas de uma loja de roupas. Um cliente misterioso lhe oferece uma oportunidade que não pode recusar. Dixon pede desculpas a Ivy por ter terminado com ela, mas o que ele não percebe é que ela resolveu perder a virgindade com outra pessoa. Oscar confronta Laurel e Ivy com uma notícia chocante do seu passado. |                |                                       |                   |                                          |                        |                         |
| 53 | 7              | "I See London, I See France..."       | Krishna Rao       | Scott Weinger                            | 2.00                   | 1 de Novembro de 2010   |
| Ryan encoraja Naomi a prestar queixa contra Sr.Cannon e se prepara para as consequências. Oscar decide se fixar em Naomi e mesmo sem querer, ajudá-a com o caso do Sr.Cannon. Ivy decide contar para Dixon que dormiu com Oscar. Navid e Silver participam da realização do Achievement Awards (Prêmio das Participações) enquanto Annie, Teddy, Liam e Ian ajudam na realização do The Undies (As Roupas-Íntimas), uma anticerimônia realizada no Beach Club. |                |                                       |                   |                                          |                        |                         |
| 54 | 8              | "Mother Dearest"                      | Oz Scott          | Paul Sciarrotta                          | 1.89                   | 8 de Novembro de 2010   |
| Adrianna tem que desconvidar Navid para sua festa de aparição na revista depois de Victor arranjar Joe Jonas para este bombar sua imagem e ir com ela. Annie e Dixon visitam seu pai, mas ficam chocados quando uma mulher atende a porta. Uma série de percalços levam Jen a concluir que ela é uma mãe ruim, então ela toma uma decisão com Ryan e as melhores intenções para seu filho em mente. Naomi e Ivy juntam-se para se vingar de Oscar com um plano que envolve skinnydipping (conhecido aqui como topless, nadar nu) na piscina do Beach Club.. Navid descobre que seu pai pode estar usando meninas menores de idade em seus filmes pornôs e convence Silver a descobrir isso disfarçada. |                |                                       |                   |                                          |                        |                         |
| 55 | 9              | "They're Playing Her Song"            | Rob Hardy         | Jennie Snyder Urman & Jenny Lamia        | 1.76                   | 15 de Novembro de 2010  |
| Teddy começa a se sentir mais confortável sendo ele mesmo e decide visitar um bar ao Oeste de Hollywood onde ele rapidamente se dá conta de ter esquecido sua carteira e é forçado a pedir ajuda a Ian. Annie está pronta para levar seu relacionamento com Charlie ao próximo nível, mas fica mortificada quando seus amigos tem um vislumbre dela só de lingerie. Agora, um pai solteiro, Ryan pede ajuda a Debbie e os dois acabam dormindo juntos. Navid lida com as consequências de ter deletado seu pai que empregava meninas menores de idade em seus filmes pornográficos e se apoia em Silver. Adrianna está alheia à situação de Navid devido à sua recente fama. |                |                                       |                   |                                          |                        |                         |
| 56 | 10             | "Best Lei'd Plans"                    | David Warren      | David S. Rosenthal & Deborah Schoeneman  | 2.01                   | 29 de Novembro de 2010  |
| Naomi salta de volta para o mundo dos namoros quando ela nota um dos sarados surfistas amigos de Ivy, Zach, e tenta impressioná-lo fingindo saber como funciona uma prancha de surf. Ivy permanece chateada com as ações de sua mãe em relação à Oscar e decide reconstruir sua relação com seu pai. Dixon e Annie decidem ajudar Debbie a voltar ao mundo do namoro, inscrevendo-a em um site de namoro online, mas enquanto está no seu primeiro encontro, ela e Ryan fogem para passar um tempo sozinhos no Beach Club. Enquanto isso, no luau, Teddy fica ciumento quando vê Ian com outro garoto e permite que seus sentimentos controle suas ações. O relacionamento de Navid e Adrianna está estreito agora que ela parece ter encontrado a fama, o que o leva pra mais e mais perto de Silver.                                                                        |                |                                       |                   |                                          |                        |                         |
| 57 | 11             | "Holiday Madness"                     | Dennis Smith      | Rebecca Sinclair                         | 2.18                   | 6 de Dezembro de 2010   |
| Adrianna aluga uma mansão e decide fazer uma festa acolhedora com um rinque de patinação completo e elfos. Tudo está bem no mundo de Adrianna até que Victor decide revelar os segredos de Adrianna à media. Annie decide não ir à festa para que ela possa cuidar de Liam, o que os leva a reacender o antigo romance entre eles na cama de Dixon. A reconciliação de Ivy com seu pai não sai tão bem quanto ela planejou. Teddy e Ian discutem seus sentimentos um pelo outro e decidem deixar o relacionamento escondido durante o tempo corrente, sem saber que Dixon os viu se beijarem. Enquanto isso, Navid e Silver compartilham seus sentimentos e percebem que se sentem o mesmo um pelo outro. Naomi retorna para casa depois da festa e encontra um visitante inesperado.                                                                                         |                |                                       |                   |                                          |                        |                         |
| 58 | 12             | "Liars"                               | Stuart Gillard    | Tod Himmel                               | 1.69                   | 24 de Janeiro de 2011   |
| Naomi é feita refém em sua própria casa por um descontrolado, Sr. Cannon (ator convidado, Hal Ozen), que também coloca Silver no meio da situação. Emily (atriz convidada, Abbe Cobb), prima de Annie e Dixon, do Kansas, chega à cidade para uma inesperada visita, mas Emily imediatamente começa a irritar Annie. Dixon confronta Teddy sobre o beijo entre ele e Ian (ator convidado Kyle Riabko) e promete guardar o segredo dele. Durante um treino de surf, Ivy leva um tombo, o que a leva questionar suas habilidades para competir na competição de surf. A vida de Adrianna continua desmoronando quando ela aparece em um programa de entrevista para contar o seu lado da história, e ela é pega de surpresa por um convidado. Por causa da desastrosa situação de Adrianna, Navid e Silver continuam a manter a relação deles em segredo.                       |                |                                       |                   |                                          |                        |                         |
| 59 | 13             | "It's Getting Hot in Here"            | Liz Friedlander   | David S. Rosenthal                       | 1.67                   | 31 de Janeiro de 2011   |
| Naomi, Adrianna, Silver e Annie decidem ter um final de semana de garotas, e vão para um retiro de yoga em Ojai. Annie tenta ser uma boa prima e convida Emily para ir junto, mas a confronta por ser tão estraga prazeres na viagem. Emily propositalmente deixa de acordar Annie para uma sessão de sauna, e usa a oportunidade de virar as garotas contra Annie. Naomi, que originalmente acha o retiro bobagem, de repente decide prorrogar sua estadia. Silver encontra Navid, e os dois tem um encontro secreto. Adrianna retorna do retiro e liga para um tabloide para vender uma história exclusiva. Enquanto isso, Debbie planeja um jantar romântico para Ryan, mas eles são interrompidos por Dixon, forçando Ryan a rapidamente achar um lugar para se esconder. Charlie descobre que Annie tem sentimentos por Liam.                                            |                |                                       |                   |                                          |                        |                         |
| 60 | 14             | "All About a Boy"                     | Harry Sinclair    | Paul Sciarrotta                          | 1.75                   | 7 de Fevereiro de 2011  |
| Teddy conta para seus amigos a verdade sobre sua sexualidade. Tudo muda para Navid quando ele descobre como Adrianna usou o bebê para desistir da adoção. Adrianna encontra apoio em Silver e faz uma descoberta chocante. Annie consegue uma oportunidade de uma audição e Emily planeja algo para sabotá-la. Naomi retorna do retiro espiritual e decide fazer uma festa para a Guru Sona, mas se dá conta que Sona não é a pessoa que ela pensava que era. Ivy está nervosa sobre entrar na água após seu acidente. Teddy está sendo chantageado e fica surpreso ao descobrir quem o está chantageando. |                |                                       |                   |                                          |                        |                         |
| 61 | 15             | "Revenge with the Nerd"               | Millicent Shelton | Paul Terrence Coli                       | 1.37                   | 14 de Fevereiro de 2011 |
| Navid e Dixon convencem um produtor musical a gravar um vídeo nos estúdios Shirazi. As suspeitas de Adrianna se confirmam, e ela fala para Silver sobre seu projeto de vingança. Emily distrai Annie e tenta se aproximar de Liam, mas seus planos vão por água abaixo. Teddy apoia Silver. enquanto isso, os produtores do reality acompanham Adrianna e seus amigos pela escola para filmar o piloto, e Naomi é surpreendida pela ajuda de um colega nerd do laboratório. |                |                                       |                   |                                          |                        |                         |
| 62 | 16             | "It's High Time"                      | Krishna Rao       | Padma Alturi                             | 1.52                   | 21 de Fevereiro de 2011 |
| De volta aos seus velhos truques, Emily brinca com Annie e com seu namorado. Silver convence Navid a assinar o lançamento do reality show de Adrianna para distraí-la e tirá-la do caminho. Naomi mostra seus sentimentos por Max. Após ver a filmagem do seu aniversário, Adrianna se dá conta de uma coisa incrível. Ivy se encontra com o novo garoto, Raj e eles começam uma amizade. Enquanto isso, Dixon, Navid e Liam levam Teddy à cidade. |                |                                       |                   |                                          |                        |                         |
| 63 | 17             | "Blue Naomi"                          | Elizabeth Allen   | David S. Rosenthal                       | 1.45                   | 28 de Fevereiro de 2011 |
| Navid e Dixon formalizam a parceria entre eles, e a chance de encontrar-se com Snoop Dogg pode significar boas notícias para o Estúdios Shirazi. Naomi tenta impressionar Max vestindo uma fantasia de Avatar, mas ela não recebe a reação que esperava. Após descobrir a verdade sobre Silver e Navid, Adrianna promete vingança. Enquanto isso, Annie e Liam trabalham juntos para expor o segredo de Emily e Ray que fora confiado a Ivy. |                |                                       |                   |                                          |                        |                         |
| 64 | 18             | "The Enchanted Donkey"                | David Paymer      | Rebecca Sinclair & Paul Sciarrotta       | 1.72                   | 18 de Abril de 2011     |
| Quando o grupo decide fazer uma viagem para o México em busca de um descanso mais do que necessário, o caos começa. Naomi leva Max, com o pretexto de que ela precisa de aulas extras. Teddy encontra uma paixão antiga que traz resultados surpreendentes, enquanto Liam e Annie decidem caminhar pela cidade e conhecer sua cultura. Enquanto isso, a briga de Silver e Adrianna, por Navid chega a um confronto chocante. |                |                                       |                   |                                          |                        |                         |
| 65 | 19             | "Nerdy Little Secrets"                | Harry Sinclair    | David Rosenberg                          | 1.74                   | 25 de Abril de 2011     |
| Naomi, cansada de esconder seu relacionamento com Max e com medo de que ele esteja a traindo, o segue para um evento acadêmico, para confrontá-lo. Silver começa a se comportar de forma estranha, o que preocupa Navid, que secretamente se reaproxima de Adrianna. Raj ajuda Ivy a superar o seu medo da água, enquanto Annie começa a trabalhar para uma solitária, e velha atriz chamada Marla, e faz uma surpreendente amizade com ela. |                |                                       |                   |                                          |                        |                         |
| 66 | 20             | "Women on the Verge"                  | Stuart Gillard    | Scott Weinger & Jenna Lamia              | 1.47                   | 2 de Maio de 2011       |
| Annie convence Marla a ir a premiere de um de seus filmes antigos, enquanto Ryan recebe uma visita inesperada e Teddy descobre uma mentira de Marco e imagina se está sendo traído. Naomi descobre que Max foi aceito em uma faculdade em outro estado, enquanto Silver sofre um colapso após receber uma notícia desagradável, fazendo Navid e Dixon tentarem ajudá-la. |                |                                       |                   |                                          |                        |                         |
| 67 | 21             | "The Prom Before the Storm"           | Mike Listo        | David Rosenthal & Terrence Coli          | 1.43                   | 9 de Maio de 2011       |
| Enquanto todos se preparam para o baile, Dixon e Annie descobrem uma notícia devastadora sobre seus futuros e Ivy descobre que a saúde de Raj está pior. Se aproveitando de que Silver está no hospital, Adrianna tenta reatar seu romance com Navid. Enquanto isso, a relação de Naomi e Max é testada ao limite. |                |                                       |                   |                                          |                        |                         |
| 68 | 22             | "To the Future!"                      | Rebecca Sinclair  | Rebecca Sinclair & Paul Sciarotta        | 1.64                   | 16 de Maio de 2011      |
| Enquanto a graduação ocorre, Naomi toma uma decisão que pode impedi-la de se formar com sua turma. Liam diz a Annie que ele não quer ir para a faculdade e Ryan convida Debbie, para se mudar para Paris com ele. Enquanto isso, um casamento inesperado ocorre e Adrianna é banida do grupo quando eles descobrem sua vingança contra Silver. |                |                                       |                   |                                          |                        |                         |

### 4ª temporada (2011-2012)
| № na série | № na temporada | Título                                   | Dirigido por      | Escrito por                 | Audiência (em milhões) | Exibição Original      |
| --- | -------------- | ---------------------------------------- | ----------------- | --------------------------- | ---------------------- | ---------------------- |
| 69 | 1              | "Up In Smoke"                            | Elizabeth Allen   | Patti Carr & Lara Olsen     | 1.61                   | 13 de Setembro de 2011 |
| Quando uma porta se fecha, outra se abre - Na premiere da quarta temporada, o grupo de Beverly Hills se formou no ensino médio. Naomi passou o verão lidando com a chocante notícia de sua gravidez e logo descobre que ela não tem na faculdade o status que tinha no colégio. Annie recebe uma notícia inesperada que a mantém na cidade, enquanto Liam retorna de seu verão pronto para se comprometer com Annie. Dixon encontra-se sem um companheiro de quarto ou um lugar para morar, enquanto uma inesperada visitante testa a relação de Navid e Silver depois que eles vão morar juntos. Adrianna volta à cidade à procura de redenção, e ela logo descobre que será algo difícil de conseguir. Ivy e Raj lutam para lidar com a saúde de Raj que está piorando, enquanto Teddy luta para se assumir para sua família. |                |                                          |                   |                             |                        |                        |
| 70 | 2              | "Rush Hour"                              | Elizabeth Allen   | Terence Coli                | 1.47                   | 20 de Setembro de 2011 |
| JOGOS DA FRATERNIDADE - Em um esforço para conseguir novamente seu status, Naomi cria uma fraternidade popular, onde, junto com Annie enfrenta alguns jogos. Annie descobre um segredo chocante sobre Jeremy que pode afetar seu futuro. Liam decide manter o bar que comprou por impulso e recebe um convidado surpresa do Alaska que vêm para a cidade, enquanto Dixon passa a ser colega de quarto de Austin, o que pode acabar em problemas. A busca por Leila, irmã de Navid acaba forçando Navid e Silver a recorrer à ajuda de Adrianna, para o desespero de Silver. |                |                                          |                   |                             |                        |                        |
| 71 | 3              | "Greek Tragedy"                          | Rob Hardy         | Paul Sciarrotta             | 1.58                   | 27 de Setembro de 2011 |
| SOBREVIVÊNCIA DO MAIS APTO - Depois de fazer uma grande inimizade com a presidente da fraternidade Holly, Naomi encontra um grupo de aliadas inusitadas que a ajudam a se vingar. Annie se encontra com pouco dinheiro para as dívidas da fraternidade e precisa descobrir uma forma rápida de ganhar dinheiro. Liam e Jane se aproximam, enquanto Adrianna revela um segredo que faz com que Liam olhe para ela de uma forma diferente. Ivy torna-se cada vez mais frustrada com seus amigos e critica a falta de compaixão, enquanto Navid lida com seu tio chegando na cidade e tentando controlar a Shirazi Studios. |                |                                          |                   |                             |                        |                        |
| 72 | 4              | "Let the Games Begin"                    | Millicent Shelton | Jenna Lamia                 | 1.29                   | 4 de Outubro de 2011   |
| DOCE VINGANÇA - Navid surpreende Dixon, com algumas horas de estúdio para se desculpar por estragar tudo com um produtor musical, onde Dixon sente pressão para criar uma música de sucesso. Naomi pensa em uma vingança para derrubar Holly, e sua fraternidade durante os jogos gregos, que requer a ajuda de Austin, para desgosto de Naomi. Silver dirige um desastroso comercial para o bar de Liam, enquanto Ivy se sente dividida entre sua relação e seus amigos. |                |                                          |                   |                             |                        |                        |
| 73 | 5              | "Party Politics"                         | Cherie Nowlan     | Majorie David               | 1.54                   | 11 de Outubro de 2011  |
| LUTE PELOS SEUS DIREITOS - Silver é convidada a fazer vídeos de campanha para a candidata política Marissa-Young Harris, que está concorrendo contra Charles, o tio de Teddy, para um cargo público. Teddy reencontra uma antiga paixão e Annie fica presa com Leila durante um encontro importante. Uma visita surpresa ameaça destruir o relacionamento de Liam e Jane, enquanto Naomi não consegue conter seus sentimentos por Austin durante uma festa para incentivar os alunos a votar. |                |                                          |                   |                             |                        |                        |
| 74 | 6              | "Benefit Of The Doubt"                   | James L. Conway   | Liz Phang                   | 1.41                   | 18 de Outubro de 2011  |
| Liam recebe uma oferta de trabalho de modelo após um agente ver o comercial de seu bar, enquanto Annie começa a se apaixonar por um cara improvável. Durante um de show de talentos beneficente para levantar dinheiro para um tratamento contra o câncer de Raj, Naomi está determinada a vencer o concurso, a fim de mostrar-se para a visitante de outra cidade de Austin, Sally. Enquanto trabalha em sua música, Dixon empurra seus limites e começa a ficar fora de controle, o que obriga Adrianna a confrontá-lo. |                |                                          |                   |                             |                        |                        |
| 75 | 7              | "It's the Great Masquerade, Naomi Clark" | David Warren      | Brian Dawson                | 1.48                   | 1 de Novembro de 2011  |
| Naomi é obrigada a trabalhar com sua arqui-inimiga Holly para uma festa fantasia no campus, levando a conseqüências desastrosas. O plano de Navid para derrubar seu tio Amal está ameaçado, enquanto Silver descobre que a candidata Marissa não é o que parece. Enquanto isso, Adrianna se algema à Dixon, na tentativa de deixá-lo sóbrio e Annie precisa decidir se quer dar a Patrick uma nova chance. |                |                                          |                   |                             |                        |                        |
| 76 | 8              | "Vegas, Maybe?"                          | Stuart Gillard    | Scott Weinger               | 1.55                   | 8 de Novembro de 2011  |
| O grupo vai para Las Vegas, onde Naomi conhece o pai de Austin, o superstar Judd Ridge. Eles conhecem uma celebridade na piscina, onde Liam é convidado para jogar em um torneio de pôquer de celebridades. Teddy e Shane decidem se casar, enquanto Dixon e Adrianna se aproximam. Enquanto isso, Navid vê uma oportunidade para derrubar seu tio Amal. |                |                                          |                   |                             |                        |                        |
| 77 | 9              | "A Thousand Words"                       | Millicent Shelton | Chris Atwood                | 1.59                   | 15 de Novembro de 2011 |
| NEM SEMPRE VOCÊ PODE TER O QUE QUER - O vídeo de Silver do casamento de Teddy em Vegas, é vazado para a imprensa, e tem efeitos nocivos sobre a campanha de seu tio. A carreira de modelo de Liam é levado para o próximo nível por Shelia e Annie está determinada a ajudar Dixon, embora a ajuda que ele precisa é cara. Enquanto isso, Ivy e Raj decide fazer planos para o futuro. |                |                                          |                   |                             |                        |                        |
| 78 | 10             | "Smoked Turkey"                          | Jerry Levine      | Miriam Trogdon              | 1.26                   | 22 de Novembro de 2011 |
| DEVORA, DEVORA - Dixon tenta persistir em um relacionamento com uma resistente Adrianna, enquanto as discussões de Ivy e Raj ameaçam o relacionamento. Liam planeja um jantar de natal para a turma, e um convidado inesperado aparece. Enquanto isso, Naomi atinge níveis extremos para provar seu amor por Austin. |                |                                          |                   |                             |                        |                        |
| 79 | 11             | "Project Runaway"                        | Harry Sinclair    | Allen Clary                 | 1.52                   | 29 de Novembro de 2011 |
| Dixon luta contra a tentação, enquanto tenta voltar para o mundo da música, enquanto Annie confronta Jeremy, que fica no caminho de sua herança. Naomi e Holly envergonham-se na frente de Janice Dickinson em um show de moda, enquanto Navid chega ao limite com o seu tio. Enquanto isso, Teddy toma uma grande decisão que perturba Silver. |                |                                          |                   |                             |                        |                        |
| 80 | 12             | "O Holly Night"                          | Stuart Gillard    | Paul Sciarrotta             | 1.46                   | 6 de Dezembro de 2011  |
| ESSA É A TEMPORADA - Naomi é convidada pela sua nova chefe de planejamento de festas Rachel para supervisionar a festa de aniversário de sua arqui-inimiga Holly, enquanto Annie invade o apartamento de Jeremy em uma tentativa desesperada de obter a prova que ela precisa para manter sua herança. Navid encontra problemas após ir com seu tio Amal para fazer um acordo com um comprador potencial, e Liam descobre uma notícia chocante sobre Annie e Liam sofre um acidente quando ele procura por Annie um carro bate em sua motocicleta. |                |                                          |                   |                             |                        |                        |
| 81 | 13             | "Should Old Acquaintance Be Forgot?"     | Cherie Nowlan     | Jenna Lamia                 | 1.25                   | 17 de Janeiro de 2012  |
| ANO NOVO, NOVO DRAMA - Naomi envergonha-se na frente de sua chefe Rachel em uma tentativa de superar seu término com Austin. Dixon e Adrianna são contratados para uma apresentação em um clube, onde eles percebem que trabalhar juntos pode ser uma má ideia. Enquanto isso, Silver leva seu relacionamento com Greg para o próximo nível e uma festa organizada por Annie acaba sendo um desastre, porque ela está muito distraída com o novo relacionamento de Liam. |                |                                          |                   |                             |                        |                        |
| 82 | 14             | "Mama Can You Hear Me?"                  | Stuart Gillard    | Scott Weinger               | 1.24                   | 24 de Janeiro de 2012  |
| VOCÊ NÃO PODE FUGIR DO PASSADO - Naomi está determinada a corrigir sua relação entre sua chefe Rachel e sua filha Holly, o que força Holly e Naomi a trabalharem juntas. Greg convida Silver para mudar para Nova York com ele e Navid descobre algumas informações chocantes sobre a filha de Greg. Annie descobre que a namorada de Liam, Vanessa pode estar envolvida com o seu acidente de moto. |                |                                          |                   |                             |                        |                        |
| 83 | 15             | "Trust, Truth and Traffic"               | Bethany Rooney    | Marjorie David              | 1.38                   | 31 de Janeiro de 2012  |
| Annie tem que tomar uma decisão que poderia expor seu trabalho como acompanhante quando Dixon é preso em conexão com um incêndio em uma casa de fraternidade. Adrianna e Silver tentam colocar o passado para trás, o que resulta em um desastre no relacionamento de Silver e Greg. Vanessa ajuda a dar uma festa para reinaugurar o bar de Liam, onde os All-American Rejects tocam. |                |                                          |                   |                             |                        |                        |
| 84 | 16             | "No Good Deed"                           | Stuart Gillard    | Chris Atwood                | 1.34                   | 7 de Fevereiro de 2012 |
| TENTATIVAS E ERROS - Em um esforço para uma boa utilização de sua herança, Annie organiza um evento de caridade. Quando Naomi toma medidas drásticas para fazer o seu primeiro planejamento de eventos dar certo, seu grande plano dá errado. Enquanto isso, Silver percebe que ainda tem sentimentos por Navid e Vanessa promete fazer de Liam uma grande estrela, depois que sua agente o abandona. |                |                                          |                   |                             |                        |                        |
| 85 | 17             | "Babes In Toyland"                       | Michael Zinberg   | Liz Phang                   | 1.26                   | 6 de Março de 2012     |
| A irmã de Naomi, Jen chega com seu filho para uma visita surpresa. Adrianna e Dixon conseguem um encontro com um importante produtor de filmes para discutir músicas para o seu próximo filme, mas eles são sabotados por Vanessa... Enquanto isso, Silver é aceita na Universidade de Nova Iorque e Ivy atrai atenção em um cenário "underground" quando ela troca para uma estilo menos convencional de arte. |                |                                          |                   |                             |                        |                        |
| 86 | 18             | "Blood Is Thicker Than Mud"              | Stuar Gillard     | Paul Sciarrotta             | 1.16                   | 13 de Março de 2012    |
| Naomi se convence de que o novo parceiro de trabalho de Annie, P.J. é o homem perfeito para ela, mas descobre que sua irmã Jen também está interessada nele. Adrianna e Dixon conseguem um lugar em um festival de músicas, onde Train se apresenta e uma empresária de gravação oferece a Dixon um contrato de gravação. Adrianna conta a Liam sua suspeita de que Vanessa armou o acidente do quase afogamento. |                |                                          |                   |                             |                        |                        |
| 87 | 19             | "The Heart Will Go On"                   | Matthew Diamond   | Patti Carr                  | 1.25                   | 20 de Março de 2012    |
| IVY DESCOBRE QUE RAJ ESTÁ NO HOSPITAL E DIXON DESMAIA - Dixon desmaia enquanto está discutindo no estúdio de gravação com Adrianna. No hospital, eles vão até Liam que está com Silver para apoiá-la durante um teste para detectar se ela tem o gene do câncer de mama. Ivy descobre que Raj ainda tem câncer e que ele está no hospital, enquanto Annie conhece um novo cara, Caleb e descobre que ele é um padre. |                |                                          |                   |                             |                        |                        |
| 88 | 20             | "Blue Ivy"                               | Stuart Gillard    | Terrence Coli               | 1.27                   | 27 de Março de 2012    |
| P.J. propõe Naomi em casamento e Annie descobre que ele precisa se casar para conseguir o resto do seu fundo fiduciário. Dixon confessa a Navid que ele assinou um contrato de gravação mas admite que não contou a Adrianna porque a gravadora não quis assiná-la. Dixon também aceita um show para cantar em play back para Haley Reinhart, mas não conta a Adrianna. Liam pede para que Vanessa se mude e descobre que ela zerou sua conta bancária. |                |                                          |                   |                             |                        |                        |
| 89 | 21             | "Bride and Prejudice"                    | Sanaa Hamri       | William H. Brown            | 1.11                   | 24 de Abril de 2012    |
| NOIVA EM FUGA - Os amigos de Naomi temem que ela esteja se casando muito rápido, por isso Naomi e PJ decidem dar uma festa para todos poderem conhecê-lo. Austin retorna a Los Angeles e se oferece para ser o novo empresário de Adrianna, e sugere que ela comece a cantar músicas country. Caleb teme que Ivy possa não estar emocionalmente estável, enquanto Annie finalmente admite a Caleb que ela está se apaixonando por ele. Enquanto isso, Silver se encontra em conflito sobre seus sentimentos por Navid, que está de volta a cidade. |                |                                          |                   |                             |                        |                        |
| 90 | 22             | "Tis Pity"                               | Harry Sinclair    | Scott Weinger               | 1.13                   | 1 de Maio de 2012      |
| Navid suspeita que Liam e Silver transaram, então ele decide confrontar o Liam no tapete vermelho de uma estréia de um filme. Annie e Caleb lutam contra a atração que sentem um pelo outro, mas finalmente cedem a tentação. Enquanto isso, Naomi é contratada para planejar um casamento de uma herdeira e descobre que ela conhece o noivo um pouco bem demais, e Austin pede que seu pai, Judd Ridge ajude a lançar a carreira country de Adrianna. |                |                                          |                   |                             |                        |                        |
| 91 | 23             | "A Tale of Two Parties"                  | Rob Hardy         | Terrence Coli & Jenna Lamia | 1.15                   | 8 de Maio de 2012      |
| Uma relutante Naomi tenta sabotar a festa de despedida que ela teve que preparar para a noiva de Max, Madison, onde a paixão de infância de Madison, Nick Carter, faz uma aparição surpresa. Na festa de despedida de solteiro de Max, Liam e Navid entram em uma briga por Silver e o final da noite chega com pessoas de ambas as festas na cadeia. Enquanto isso, Ivy culpa Annie e Caleb por Diego ter que fugir. |                |                                          |                   |                             |                        |                        |
| 92 | 24             | "Forever Hold Your Peace"                | Harry Sinclair    | Lara Olsen                  | 0.98                   | 15 de Maio de 2012     |
| O RETORNO SURPRESA DE TEDDY - Naomi deixa todos chocados quando anuncia que não será capaz de supervisionar o casamento de Max, porque aceitou um emprego em Nova York e vai deixar a cidade imediatamente. Teddy volta à cidade e Dixon volta da turnê para dar uma nova chance a sua relação com Adrianna, mas acaba não aparecendo no ponto de encontro. Enquanto isso, Silver sente que tem que escolher entre Navid e Liam e toma uma decisão que mudará sua vida. |                |                                          |                   |                             |                        |                        |

### 5ª temporada (2012-2013)
| № na série | № na temporada | Título                                          | Dirigido por     | Escrito por                      | Audiência (em milhões) | Exibição Original       |
| --- | -------------- | ----------------------------------------------- | ---------------- | -------------------------------- | ---------------------- | ----------------------- |
| 93 | 1              | "Till Death Do Us Part"                         | Stuart Gillard   | Patti Carr                       | 0.94                   | 8 de Outubro de 2012    |
| Na premiere da quinta temporada, Naomi e Max fazem grandes planos que não dão certo quando ambos acabam indo para a cadeia. Liam é obrigado a vender o Offshore para pagar Vanessa e comprar sua parte de $200,000 no contrato de seu filme. Navid convida Liam a ser seu parceiro de negócios. Teddy fica sobrecarregado pelo pedido de ser pai do filho de Silver. Adrianna, sem saber que Dixon sofreu um terrível acidente, tem uma noite inesquecível em Las Vegas com um homem bonito, Taylor, depois de seu voto de superar Dixon e seguir com sua vida. Annie pede para Ade voltar a Los Angeles para ficar com Dixon, que está inconsciente, e as garotas decidem se mudar para a casa de praia juntas. |                |                                                 |                  |                                  |                        |                         |
| 94 | 2              | "The Sea Change"                                | Bethany Rooney   | Lara Olsen                       | 1.06                   | 15 de Outubro de 2012   |
| A LUA DE MEL VAI TER QUE ESPERAR - Os planos de lua de mel de Naomi e Max são descartados após Alec informar Max que seu casamento inesperado causou um problema de relações públicas e baixou o preço de estoque de sua empresa de tecnologia. Naomi decide preparar uma recepção de alta classe para provar aos investidores de Max que seu casamento não é um motivo de preocupação. Adrianna descobre que Taylor, seu caso de uma noite em Las Vegas, está ajudando Liam e Navid a reabrir o Offshore. Adrianna insiste que sua aventura foi algo de uma noite só, mas Taylor suspeita que ela tenha sentimentos mais profundos. Na fisioterapia, Annie e Dixon encontram o paciente, Riley, que adverte Annie a parar de ser babá de Dixon para que ele possa aprender a agir por conta própria. Em casa, Dixon se revolta com Annie e diz a ela que está cansado de sua ajuda. Liam tenta comprar a parte de Vanessa no contrato de seu filme, mas Vanessa o chantageia para ele ser seu namorado de novo, ameaçando mostrar à polícia imagens de uma gravação secreta de Liam. Silver convida Liam para ser seu par na recepção de Naomi, mas recebe uma resposta surpreendente. Liam confronta Vanessa após a recepção, mas a discussão é interrompida por um acidente chocante. |                |                                                 |                  |                                  |                        |                         |
| 95 | 3              | "It's All Fun and Games"                        | Cherie Nowlan    | Brian Dawson                     | 0.91                   | 22 de Outubro de 2012   |
| AS GAROTAS ORGANIZAM UM PRÉ-CHÁ DE BEBÊ PARA SILVER - Silver ainda precisa marcar sua inseminação e teme que ela irá deixar de ser atraente após passar pelas cirurgias preventivas. Adrianna incentiva Silver a ter um dia de diversão irresponsável fazendo todas as coisas que ela não será capaz de fazer, quando se tornar mãe. Alec ignora as tentativas de Naomi em tentar agradá-lo, então Naomi finge ser uma investidora rica e o atrai para seu iate para uma reunião de negócios falsa. Os dois chegam a um acordo para se darem bem, e Alec espontaneamente beija Naomi, que o afasta. Alec pede desculpas, mas Naomi insiste em contar para Max, sem saber que Alec havia planejado o beijo para chantageá-la. Enquanto isso, Annie pensa que Riley é muito duro com Dixon, mas Riley insiste que Dixon precisa mudar sua atitude a fim de acelerar sua recuperação. Liam descobre que o contrato de seu video game não pode ser finalizado sem a aprovação de Vanessa, então Annie o encoraja a falar com sua advogada, Lindsey Beckwith. Liam se preocupa quando um detetive aparece fazendo perguntas sobre o paradeiro de Vanessa. |                |                                                 |                  |                                  |                        |                         |
| 96 | 4              | "Into the Wild"                                 | Hanell Culpepper | Chris Atwood                     | 0.85                   | 5 de Novembro de 2012   |
| Naomi planeja uma viagem romântica com Max, com a intenção de contar que Alec a beijou, mas quando Max convence Naomi a realizar um exercício de confiança, ela se desespera ao perceber que não é capaz de concluí-lo. Silver descobre que as fotos de seu ensaio nua foram publicadas na internet, e para removê-las ela recebe a ajuda de Collin, o novo pretendente de Annie. Liam se matricula nas aulas de direito empresarial de Lindsey, mas ela assume que ele não leva a sério sua educação. A nova atriz com quem Liam contracena em seu filme, Kendal, está insistindo que ele inicie um relacionamento com ela por publicidade, então Liam tenta escapar, indo acampar com Navid e Dixon. Quando Liam se perde na floresta, Kendall aproveita a oportunidade para alertar a mídia a encontrá-lo. Enquanto isso, Dixon incentiva Adrianna a contratar Taylor para criar seu novo videoclipe. Depois que Taylor desafia Adrianna a lhe mostrar o quanto ela pode ser sexy, ela percebe que tem sentimentos por ele. |                |                                                 |                  |                                  |                        |                         |
| 97 | 5              | "Hate 2 Love"                                   | Sanaa Hamri      | Mike Chessler & Chris Alberghini | 1.16                   | 12 de Novembro de 2012  |
| Enquanto Dixon continua a se recuperar, Adrianna conta para Annie que ela e Dixon estão tendo problemas íntimos. Annie se aproxima cada vez mais de Colin, mas suspeita que Colin não seja quem ele parece ser. Colin descobre que Alec instalou um aplicativo de rastreamento GPS no celular de Naomi para que ele possa acompanhar seu paradeiro, mas ele reconfigura o celular para que ela possa ler secretamente os e-mails de Alec, que expõe seus esforços em sabotar os relacionamentos de Max. Navid espera mostrar para Silver o sucesso que ele se tornou, com o lançamento do Pop Up, mas ele começa a suspeitar que Silver e Liam estejam se encontrando secretamente. Lindsey vai para o evento de abertura para discutir o plano de negócios de Liam, e sua implicância dá lugar à paixão. |                |                                                 |                  |                                  |                        |                         |
| 98 | 6              | "The Con"                                       | Harry Sinclair   | Terrence Coli                    | 0.78                   | 19 de Novembro de 2012  |
| Liam tenta fazer com que Silver dê a Navid uma segunda chance depois de ver que ele se tornou um idiota. Enquanto isso, Liam e Lindsey mantêm seu relacionamento em sigilo, mas quando a veia ciumenta de Navid pega o melhor dele, ele organiza a fita de sexo de Liam e Lindsey no lugar de uma prévia do novo filme de Liam na Phenomi-com em Santa Bárbara que é então distribuído na Internet, terminando seu relacionamento e a carreira docente de Lindsey. Quando Liam e Silver percebem que Navid vazou, ambos cortam os laços com ele para sempre. Riley admite seus sentimentos por Annie, mas Annie está mais interessada em dar uma chance ao relacionamento dela com Colin. Enquanto isso, Max tenta descobrir como a tecnologia de videogames de sua empresa foi hackeada, então Naomi e Alec trabalham juntas para demonstrar o videogame em Phenomi-con, apesar de ambos não confiarem um no outro e ambos igualmente inconscientes de que Colin é o verdadeiro culpado por trás do hacking. Quando todo mundo descobre que foi Colin o tempo todo, Annie está chateada por ter escolhido o cara errado mais uma vez, mas feliz com a perspectiva de começar algo com Riley. Mais tarde, a briga com Alec se torna demais para Naomi, então ela finalmente faz Max escolher entre eles, em que Max escolhe Naomi e depressivamente Alec se demitir da empresa, o que deixa Naomi se sentindo culpada por terminar uma amizade. Taylor se sente culpado por ficar com Adrianna, então ele diz para ela terminar as coisas com Dixon se ela quiser ficar com ele. Dixon entra em colapso devido a uma infecção da coluna vertebral, e Adrianna descobre que ele parou de tomar sua medicação para a dor, porque ele estava com medo de se tornar viciado em drogas novamente. No final, ela decide ficar com Dixon. |                |                                                 |                  |                                  |                        |                         |
| 99 | 7              | "99 Problems"                                   | Harry Sinclair   | Terrence Coli                    | 0.97                   | 26 de Novembro de 2012  |
| O relacionamento de Annie e Riley sofre quando Riley fica chateada com o fato de que Annie não o trata como seus outros namorados só porque ele está em uma cadeira de rodas, mas depois eles se reconciliam. Enquanto isso, Adrianna descobre que ela está se apresentando no Hollywood Bowl e acha que Dixon vai propor a ela depois de ler uma mensagem de texto em seu telefone. Ela então contempla revelar que ela o traiu, mas não o faz quando Dixon lhe dá um par de belos brincos de diamante e quer que ela assine a sua futura gravadora. Naomi fica com ciúmes quando a substituta do parceiro de negócios de Max é uma jovem quente chamada Bryce (Amber Stevens) e decide que ela deve ser sua parceira, mas quando ela percebe que Max está solitário, ela consegue o emprego de Bryce. Silver está chateada com o fato de ainda não estar grávida e descobre que pode precisar de cirurgia; Liam enlouquece depois de receber uma carta misteriosa e depois de socar um paparazzi e ser preso, seu estúdio envia-lhe um guarda-costas, uma policial chamada Ashley Howard (Natalie Morales), mas mais tarde ela acaba por ser um psicopata obcecado quando ela tira uma foto de Liam tatuada nas costas. |                |                                                 |                  |                                  |                        |                         |
| 100 | 8              | "902-100"                                       | Harry Sinclair   | Scott Weinger                    | 0.99                   | 3 de Dezembro de 2012   |
| No centésimo episódio especial, Naomi quer entrar em um grupo de ex-alunos da West Beverly High, que está fazendo um evento de ex-alunos na escola e faz tudo que pode para entrar, como doar um prédio, ferir seu oponente em um jogo de futebol, uma pós-festa na Mansão Playboy. Quando ela conhece a mulher que tem interrompido seus eventos, ela descobre que no colegial, ela intimidou a garota porque ela estava acima do peso. Ela chega à conclusão de que estar no grupo de ex-alunos não é importante para ela porque o ensino médio é uma droga e pede desculpas a todos os seus ex-alunos que ela já machucou ao se embaraçar. Quando ela volta para casa, ela descobre que Bryce interpretou Max e o fez demitido da empresa mais uma vez, ferindo o frágil relacionamento deles. Teddy retorna para o evento de ex-alunos e diz a Silver que Shane terminou com ele. Shane aparece e revela que Teddy o está ignorando. Teddy diz a Silver que ele está com medo de entrar em um relacionamento sério, devido ao que aconteceu com ele e Ian, então Silver decide mostrar a Teddy que está tudo bem em encarar seus medos realizando seu ato burlesco na frente de todos. Teddy e Shane decidem continuar seu relacionamento, mas Shane fica bravo quando descobre que Teddy e Silver estão tendo um bebê e diz a ele que eles precisam conversar. Enquanto isso, Dixon fica feliz quando Adrianna assina com sua gravadora até encontrar o vídeo de Adrianna beijando Taylor. Quando ele a confronta sobre isso, ela diz a Dixon que ela dormiu com ele. |                |                                                 |                  |                                  |                        |                         |
| 101 | 9              | "The Things We Do for Love"                     | Matthew Diamond  | Marjorie David                   | 1.11                   | 10 de Dezembro de 2012  |
| Quando Alec convida Max para começar uma nova empresa com ele, Naomi intervém tentando persuadir Bryce a recontratar Max em sua empresa. Naomi convence Navid a levar Bryce para um bar, e depois de alguns coquetéis Navid descobre a verdade sobre a rescisão de Max, o que deixa Naomi ponderando o destino de seu casamento. Em seguida, Liam recebe uma carta o chantageando sobre o acidente de Vanessa, e Annie concorda em emprestar-lhe o dinheiro para ajudar a prender seu chantagista. Mas quando Adrianna conta a Ashley que viu Vanessa no salão de beleza, Ashley suspeita que Liam esteja indo para um encontro secreto com Vanessa. Enquanto isso, Silver fica perturbada quando Teddy se recusa a assinar seus direitos de paternidade e tenta convencê-la a deixá-lo criar o bebê. |                |                                                 |                  |                                  |                        |                         |
| 102 | 10             | "Misery Loves Company"                          | Anton Cropper    | Allen Clary                      | 0.79                   | 21 de Janeiro de 2013   |
| Naomi e Adrianna fazem uma viagem pela costa da Califórnia para fugir de seus respectivos problemas de vida, mas mais complicações acontecem quando seu dinheiro e roupas, incluindo sua aliança de casamento, são roubados do carro de Naomi, o que os leva a se aventurarem em um bar de motoqueiros para encontrar os culpados, onde Adrianna encontra-se com uma motociclista jovem e bem-humorada e Naomi se aventura a visitar sua mãe distante. Enquanto isso, Liam se vê preso pela desequilibrada Ashley no porão de Offshore, que tem planos de levá-lo ao México, enquanto Annie e Vanessa descobrem que Ashley não é quem ela diz ser. Dixon prepara uma festa na casa de Naomi para celebrar a abertura de sua nova gravadora. Megan diz a Dixon que ela sente que ele não está com Adrianna devido a ele continuar a dar-lhe um tempo difícil. No entanto, a fim de seguir em frente, Dixon decide deixar sua raiva e não sentir nada por Adrianna e continua a sobrecarregá-la com mais trabalho. Em outro lugar, Silver ainda está tendo problemas com Teddy sobre a impregnação, quando ele continua a querer fazer parte da vida de seu bebê, enquanto ela quer criar seu filho sozinho. Silver vai ao tio de Teddy para persuadi-lo a desistir de suas tentativas de bloquear o procedimento, mas quando Teddy ainda não recua, uma linha ocorre, o que torna as coisas piores para todos. Em desespero, Silver falsifica a assinatura de Teddy no formulário de doação e faz uma consulta para que a inseminação seja feita imediatamente. Quando Annie e Vanessa acompanham Liam e o libertam, ocorre uma briga física com Ashley e Annie acaba sendo baleada. |                |                                                 |                  |                                  |                        |                         |
| 103 | 11             | "We're Not Not In Kansas Anymore"               | Cherie Nowlan    | Liz Phang                        | 0.78                   | 28 de Janeiro de 2013   |
| Annie, agora em coma e lutando por sua vida durante a cirurgia depois de ser ferida, acorda e encontra-se em uma realidade alternativa, onde ela vê como seria a vida se ela e sua família nunca se mudassem para Beverly Hills. Annie se descobre trabalhando como atriz em um teatro de verão no Kansas e noiva de seu antigo namorado do ensino médio, Jason. Annie também descobre que seus pais teriam se divorciado de qualquer maneira, mas Dixon está morando na Califórnia e é um rapper de sucesso, mas para seu espanto, não mais mantém contato com sua família e está vivendo uma vida imprudente. Navid é o gerente e o braço direito de Dixon que tenta manter Dixon sob controle para proteger sua imagem. Enquanto isso, Naomi trabalha como corretora de imóveis se nunca ganhou seu fundo de volta da irmã, Jen. Naomi mais tarde se torna namorada de Teddy. Teddy é um tenista profissional de sucesso, mas nunca contou a ninguém sobre sua real orientação sexual. Adrianna é uma atriz de sucesso e a "garota má" de Hollywood, nunca tendo parado de beber, usando drogas ou festejar. Silver é uma escritora cínica de blogs na Internet que não é próxima de ninguém e tem seu próprio site de escrever sobre as celebridades. Liam é revelado a frequentar a faculdade, mas tem problemas com a entrega de drogas para Dixon como para pagar uma dívida que ele possui para sua antiga escola rival Ty. |                |                                                 |                  |                                  |                        |                         |
| 104 | 12             | "Here Comes Honey Bye Bye"                      | Stuart Gillard   | Liz Sczudlo                      | 0.79                   | 4 de Fevereiro de 2013  |
| Naomi e Max procuram a ajuda de um conselheiro matrimonial, que aconselha Naomi a trabalhar em si mesma, o que a leva a planejar o concurso de beleza de uma criança. Depois de inúmeras entrevistas, Max percebe que o que ele realmente quer fazer com sua vida é participar de um programa no MIT. Mas Naomi não quer se mudar para Massachusetts. Em vez de apoiar os sonhos dos outros, o casamento deles está no caminho. Então eles decidem se separar. Enquanto isso, Megan revela que não pode se dar ao luxo de ficar na UC no próximo semestre, a menos que receba uma bolsa de estudos. Ela é muito orgulhosa em aceitar ajuda financeira e não vai trabalhar para Dixon apesar de sua insistência. Então, Dixon vai atrás das costas e cria uma bolsa de estudos anônima para ela. Mas esse plano sai pela culatra quando Adrianna descobre que seu dinheiro suado para o selo de Dixon era usado para financiar a bolsa de estudos. Navid tenta se inscrever na UC para se comprometer com uma sociedade secreta. Navid também descobre que os embriões de Teddy são a única chance de Silver de ter um bebê, ele vai para Teddy e exige que ele deixe Silver tê-los. Relutantemente, Teddy concorda. Mas quando Silver visita o advogado de Teddy, ela percebe que há um problema. Silver precisa encontrar uma mãe substituta, o que significa que ela não pode dar à luz seu próprio bebê. Liam é expulso de um ginásio de boxe porque ele lutou muito violentamente enquanto ele continua a tirar sua raiva e frustração por causa de seu sequestro. Além disso, Annie descobre que Riley está passando por uma cirurgia experimental para voltar a andar. Com a ajuda de Dixon, Annie corre para o hospital na esperança de que ela possa detê-lo. Quando ela chega, a cirurgia já está completa. Ele parece perfeitamente saudável até mais tarde naquela noite, quando Annie liga para verificar se ele sofreu um coágulo de sangue no pulmão e morreu. |                |                                                 |                  |                                  |                        |                         |
| 105 | 13             | "#realness"                                     | Mike Listo       | Chris Alberghini & Mike Chessler | 0.66                   | 11 de Fevereiro de 2013 |
| Naomi e Max trabalham juntos na organização de um jogo de futebol americano para a caridade, o que faz com que as faíscas entre os dois comecem a reacender. Enquanto isso, Navid pede a Liam que continue sua luta underground, ao mesmo tempo em que Adrianna intencionalmente estraga uma performance, na esperança de escapar do contrato. Para completar, um editor toma nota do blog de Annie. |                |                                                 |                  |                                  |                        |                         |
| 106 | 14             | "Brother From Another Mother"                   | Benny Boom       | Chris Atwood                     | 0.55                   | 18 de Fevereito de 2013 |
| Liam lida com o estresse pós-traumático trazido por seu testemunho contra Ashley. Enquanto isso, Annie está brava com Naomi por ela procurar seu meio-irmão. Para completar, Silver se torna autoritária com relação a sua barriga de aluguel, a qual chama a atenção de Dixon por causa de sua linda voz. |                |                                                 |                  |                                  |                        |                         |
| 107 | 15             | "Strange Brown"                                 | Bethany Rooney   | Brian Dawson                     | 0.58                   | 25 de Fevereiro de 2013 |
| Naomi planeja abrir um restaurante com Mark, enquanto Dixon contrata Michaela para cantar na abertura do local. Já os sentimentos de Annie com relação a Liam reaparecem, ao mesmo tempo em que Navid descobre as indiscrições de Campbell após aceitar levar a noiva dele a um evento. |                |                                                 |                  |                                  |                        |                         |
| 108 | 16             | "Life's a Beach"                                | Michael Zinberg  | Bill Brown                       | 0.64                   | 4 de Março de 2013      |
| Liam planeja abrir uma loja de surfe para mulheres mas acaba envolvendo negócios com prazer quando se envolve com uma investidora. Enquanto isso, Naomi tenta convencer Mark a permanecer em Los Angeles após uma oferta vinda de Nova York. Para completar, Dixon tenta convencer Silver a dirigir o vídeo musical de Michaela. |                |                                                 |                  |                                  |                        |                         |
| 109 | 17             | "Dude, Where's My Husband?"                     | Matthew Diamond  | Liz Phang                        | 0.67                   | 11 de Março de 2013     |
| Um magnata contrata Naomi para planejar os eventos de seu império da mídia. Enquanto isso, Annie, Adrianna e Silver planejam uma saída noturna com Naomi. Já Dixon começa a se interessar por Michaela, enquanto Liam se aproxima dos irmãos Cronus para limpar o nome de Navid. |                |                                                 |                  |                                  |                        |                         |
| 110 | 18             | "A Portrait of the Artist As a Young Call Girl" | Bethany Rooney   | Scott Weinger                    | 0.55                   | 15 de Abril de 2013     |
| Annie precisa confessar a verdadeira identidade do Autor X. Enquanto isso, Silver se preocupa e acredita que Adrianna está chateada com o fato de que ela está namorando Mark. Para completar, Dixon descobre que Michaela está interessada em Navid. |                |                                                 |                  |                                  |                        |                         |
| 111 | 19             | "The Empire State Strikes Back"                 | Stuart Gillard   | Scott Weinger                    | 0.49                   | 22 de Abril de 2013     |
| Liam e Navid pedem um favor para o músico Olly Murs. Enquanto isso, Naomi viaja para Nova York para tentar passar uma boa impressão para a mãe de Jordan, porém nada sai conforme o esperado. Já Annie decide dizer publicamente que seu livro é uma ficção, porém Dixon a convence a falar a verdade. |                |                                                 |                  |                                  |                        |                         |
| 112 | 20             | "You Can't Win Em All"                          | Michael Zinberg  | Patti Carr                       | 0.55                   | 29 de Abril de 2013     |
| Jordan pede para a mãe ajudar Mark, mas em troca terá que terminar com Naomi. Já Annie precisa lidar com a resposta de Liam ao seu livro, ao mesmo tempo em que Michaela flagra Navid e Adrianna em um momento íntimo. |                |                                                 |                  |                                  |                        |                         |
| 113 | 21             | "Scandal Royale"                                | David Warren     | Terrence Coli & Paul Sciarrotta  | 0.60                   | 6 de Maio de 2013       |
| Elizabeth, a irmã de Jordan, se mete em problemas e Naomi a ajuda ao receber a culpa, tudo para proteger a reputação da garota. Enquanto isso, Silver é chamada para ver um médico a respeito do resultado de alguns exames, ao mesmo tempo em que Annie decide superar Liam e segue para Paris a trabalho. Para completar, Adrianna se apresenta depois do Fall Out Boy em um grande evento, mas tudo termina em caos. |                |                                                 |                  |                                  |                        |                         |
| 114 | 22             | "We All Fall Down"                              | Harry Sinclair   | Lara Olsen                       | 0.51                   | 13 de Maio de 2013      |
| O final da série começa com as estrelas e produtores executivos despedindo-se do código postal mais famoso relembrando os momentos inesquecíveis do show. Então, em uma memorável despedida, nosso grupo favorito de Beverly Hills virão juntos de novo depois de um evento traumático que fazem todos eles perceberem a importância de seus relacionamentos. |                |                                                 |                  |                                  |                        |                         |

### Especial
| Especial Nº | Título        | Diretor | Audiência EUA (em milhões) | Exibição Original  |
| --- | ------------- | ------- | -------------------------- | ------------------ |
| 1 | "90210 4ever" | -       | 0.57                       | 13 de Maio de 2013 |
| Uma retrospectiva de toda a série intitulada "90210 4ever" foi ao ar em 13 de maio de 2013, antes do final da série. |               |         |                            |                    |